# Wirtualna liga
Wirtualna liga (ang. The League) – amerykański serial komediowy, produkowany przez FX Productions i Chicken Sticks, emitowany pierwotnie w latach 2009–2015.
Światowa premiera serialu miała miejsce 29 października 2009 roku na antenie FX i jest emitowany do dziś. W Polsce serial nadawany jest na kanale Fox Polska.
8 grudnia 2014 roku, stacja ogłosiła zamówienie 7. sezonu serialu, który będzie finałowym

## Opis fabuły
Serial opowiada o losach piątki przyjaciół, których największą pasją jest gra w Football Fantasy League. Podczas rozgrywek uczestnicy gry tworzą wirtualne drużyny z rzeczywistych zawodników, którzy grając w prawdziwych meczach zdobywają punkty.

## Obsada
- Mark Duplass – Pete Eckhart
- Stephen Rannazzisi – Kevin MacArthur
- Nick Kroll – Rodney Ruxin
- Paul Scheer – doktor Andre Nowzick
- Jon Lajoie – Taco MacArthur
- Katie Aselton – Jenny MacArthur

### Pozostałe role
- Nadine Velazquez – Sofia Ruxin
- Jason Mantzoukas – Rafi
- Alina Foley – Ellie MacArthur
- Janina Gavankar – Shivakamini Somakandarkram
- Rob Huebel – doktor Russell Deramo

## Odcinki
| Sezon | Sezon | Odcinki | Oryginalna emisja (USA) | Oryginalna emisja (USA) | Oryginalna emisja (Polska) | Oryginalna emisja (Polska) | Oryginalna emisja (Polska) |
| Sezon | Sezon | Odcinki | Premiera sezonu         | Finał sezonu            | Premiera sezonu            | Finał sezonu               |                            |
| ----- | ----- | ------- | ----------------------- | ----------------------- | -------------------------- | -------------------------- | -------------------------- |
|       | 1     | 6       | 29 października 2009    | 10 grudnia 2009         | 9 lutego 2011              | 23 lutego 2011             |                            |
|       | 2     | 13      | 16 września 2010        | 9 grudnia 2010          | 2 marca 2011               | 13 kwietnia 2011           |                            |
|       | 3     | 13      | 6 października 2011     | 22 grudnia 2011         | 26 lipca 2012              | 6 września 2012            |                            |
|       | 4     | 13      | 11 października 2012    | 20 grudnia 2012         | 22 sierpnia 2013           | 3 października 2013        |                            |
|       | 5     | 13      | 4 września 2013         | 20 listopada 2013       | brak danych                | brak danych                |                            |
|       | 6     | 13      | 4 września 2014         | 19 listopada 2014       | 25 sierpnia 2015           | brak danych                |                            |
|       | 7     | 13      | 9 września 2015         | 10 grudnia 2015         | 1 października 2016        | brak danych                |                            |